# Luis María Batallé
Luis María Batallé (1939-1989), fue un cantante de música folklórica de Argentina, con registro de barítono bajo. En 1965 integró Los Huanca Hua y entre 1966 y 1970 integró el Grupo Vocal Argentino. Entre 1973 y 1974 volvió a integrar el Grupo Vocal Argentino para grabar la Misa del Tercer Mundo, con letra del Padre Mujica, obra que resultó destruida y por la que fue perseguido. Luego fue miembro del grupo Gente de Canto. Integró el elenco de Semanario Insólito y La Noticia Rebelde.

## Trayectoria
Amigo personal del Chango Farías Gómez comenzó a cantar como aficionado con en reuniones informales y a asistir a Los Huanca Hua en los ensayos, hasta que integró el grupo en 1965.
En 1966 integró el Grupo Vocal Argentino, una formación vocal convocada por el Chango Farías Gómez, junto con Amilcar "Poppy" Scalisi, su hermano Jorge Raúl Batallé y Galo García. Farías Gómez, arreglador del conjunto, había codirigido con su hermano Pedro a Los Huanca Hua, grupo que revolucionó el modo de interpretar la música folklórica, mediante complejos arreglos vocales, introduciendo la polifonía y el uso de fonemas y onomatopeyas para marcar el ritmo.
El grupo grabó dos discos, Grupo Vocal Argentino en 1966 y Misa Criolla, en 1968, este último considerado como uno de los mejores álbumes de la música folklórica argentina. En 1970 el grupo se disolvió.
En 1973 el grupo volvió a reunirse, sin el Chango Farías Gómez y con Fernando Collados, con el nombre de Grupo Vocal Argentino Nuevo, para grabar la Misa para el Tercer Mundo, con letra del Padre Mugica y música de Roberto Lar. El álbum fue grabado entre el 10 de diciembre de 1973 y el 8 de enero de 1974. El 11 de mayo de 1974 el Padre Mugica fue asesinado por el grupo parapolicial Triple A y en septiembre de ese año el disco fue lanzado. Sin embargo el gobierno de la presidenta María Estela Martínez de Perón secuestró y destruyó el master y los discos ya producidos, mientras que los músicos fueron puestos en listas negras. Debido a ello la obra pasó completamente desapercibida, y sólo se preservó debido al rescate de algunas pocas unidades que habían sido distribuidas; recién volvió a interpretarse en 2007.
A fines de la década de 1970 este grupo, sin Farías Gómez, tomaría el nombre de Gente de Canto y lanzaría un álbum con ese nombre de 1980.
En 1983 participó como colaborador en el programa Semanario Insólito por el canal ATC, junto a Raúl Portal, Adolfo Castelo, Raúl Becerra, Nicolás Repetto y otros.

## Obra

### Álbumes

#### Con el Grupo Vocal Argentino
1. Grupo Vocal Argentino, 1966
2. Misa criolla, 1968
3. Misa para el Tercer Mundo, 1974, como Grupo Vocal Argentino Nuevo

#### Con Gente de Canto
1. Gente de canto, 1980